# Liste der Baudenkmale in Bargstedt (Niedersachsen)
n der Liste der Baudenkmale in Bargstedt sind alle Baudenkmale der niedersächsischen Gemeinde Bargstedt aufgelistet. Die Quelle der Baudenkmale ist der Denkmalatlas Niedersachsen. Der Stand der Liste ist der 14. Dezember 2020.

## Allgemein
In den Spalten befinden sich folgende Informationen:
- Lage: die Adresse des Denkmales und die geographischen Koordinaten. Kartenansicht, um Koordinaten zu setzen. In der Kartenansicht sind Baudenkmale ohne Koordinaten mit einem roten Marker dargestellt und können in der Karte gesetzt werden. Baudenkmale ohne Bild sind mit einem blauen Marker gekennzeichnet, Baudenkmale mit Bild mit einem grünen Marker.
- Offizielle Bezeichnung: Bezeichnung des Baudenkmales
- Beschreibung: die Beschreibung des Denkmales. Unter § 3 Abs. 2 NDSchG werden Einzeldenkmale und unter § 3 Abs. 3 NDSchG Gruppen baulicher Anlagen und deren Bestandteile ausgewiesen.
- ID: die Nummer des Baudenkmales
- Bild: ein Bild des Denkmales

## Bargstedt (Kernort)

### Einzelbaudenkmale
| Lage                                         | Bezeichnung               | Beschreibung | ID       | Bild |
| -------------------------------------------- | ------------------------- | --- | -------- | ---- |
| An der Kirche 53° 27′ 34″ N, 9° 26′ 50″ O    | Kirche (Bauwerk)          | Die evangelische Kirche St. Primus Bargstedt ist ein 1801 vollendeter Saalbau. Bemerkenswert ist das 1970 vollendete Glasfenster von Charles Crodel in der Ehrenhalle. Rechteckige Saalkirche aus Feldsteinen, nach Brand von 1793 durch C. L. Wilkens neu errichtet, 1801 geweiht, Mauerkrone und Fensterabschluss aus Backstein. Ursprünglich mit eingebundenem Westturm und unter schiefergedecktem Satteldach; nach Neubau des Westturms 1958 als freistehender Glockenturm (durch die Hamburger Architekten Hopp und Jäger) Kirchenraum nun unter ziegelgedecktem Walmdach. Im Inneren interessante Querorientierung, an der südlichen Längswand steht der schlichte Kanzelaltar von 1801, während an den übrigen Raumseiten hölzerne Emporen vorhanden sind. | 30902054 |      |
| An der Kirche 14 53° 27′ 34″ N, 9° 26′ 52″ O | Wohn-/ Wirtschaftsgebäude | Traufständiges Zweiständerhaus in Fachwerk mit Backsteinausfachung unter reetgedecktem Halbwalmdach. Errichtet 1738 (a) als Pfarrwitwenhaus von Bargstedt. Heute komplett als Wohnhaus genutzt. | 30902093 | BW   |
| An der Kirche 4 53° 27′ 34″ N, 9° 26′ 46″ O  | Wohn-/ Wirtschaftsgebäude | Giebelständiger Zweiständerbau in Fachwerk mit Backsteinausfachung unter reetgedecktem Walmdach. Ursprüngliche Ausfachung vermutlich in Lehm. Errichtet 1793 (i) nach dem großen Ortsbrand. | 30902074 | BW   |
| Heckenweg 9 53° 27′ 25″ N, 9° 26′ 5″ O       | Wohn-/ Wirtschaftsgebäude | Zweiständerhaus in Fachwerk mit Backsteinausfachung, unter Halbwalmdach mit Reeteindeckung. Wohngiebel massiv ersetzt. Grotdör mit Schlupftür und doppelt geschwungenem Bogen. Errichtet nach dem Ortsbrand 1793 (i). | 30902129 | BW   |
| Bahnhofstraße 1 53° 27′ 31″ N, 9° 26′ 40″ O  | Wohn-/ Wirtschaftsgebäude | Zweiständerbau in Fachwerk mit Backsteinausfachung, unter reetgedecktem Halbwalmdach, am Wohngiebel etwas tiefer hinunter gezogen. Schmale Grotdör unter geschwungenem Bogen. Errichtet nach dem großen Ortsbrand 1793 (i). | 30902112 | BW   |
| Poststraße 12 53° 27′ 36″ N, 9° 26′ 44″ O    | Wohn-/ Wirtschaftsgebäude | Traufständiger Zweiständerbau aus Fachwerk mit Backsteinausfachung unter reetgedecktem Walmdach. Errichtet nach Ortsbrand 1793. Heute komplett als Wohnhaus genutzt. | 30902185 | BW   |
| Poststraße 3 53° 27′ 38″ N, 9° 26′ 48″ O     | Wohn-/ Wirtschaftsgebäude | Langgestreckter Zweiständerbau in Fachwerk mit Backsteinausfachung, unter reetgedecktem Halbwalmdach. Erbaut in der ersten Hälfte des 19. Jahrhunderts. | 30902167 | BW   |
| Landstraße 9 53° 27′ 37″ N, 9° 26′ 55″ O     | Wohn-/ Wirtschaftsgebäude | Traufständiger Zweiständerbau in Fachwerk mit Backsteinausfachung, unter reetgedecktem Halbwalmdach. Grotdör mit doppelt geschwungenem Bogen. Ursprünglich vermutlich Lehmausfachung. Errichtet 1793 (i) nach dem großen Ortsbrand. Heute komplett zum Wohnhaus umgebaut. | 30902148 | BW   |
| Knüll 42 53° 28′ 2″ N, 9° 27′ 5″ O           | Wohn-/ Wirtschaftsgebäude | Zweiständerbau in Fachwerk mit Backsteinausfachung, unter reetgedecktem Walmdach. Errichtet 1820 (i). Heute zum Wohnhaus umgebaut, Wohngiebel massiv ersetzt, Grotdöröffnung verglast. | 30902276 | BW   |

## Ohrensen

### Gruppe: Schulhaus Harsefelder Straße 18
Die Gruppe hat die ID 30898230.

| Lage                                              | Bezeichnung          | Beschreibung | ID       | Bild |
| ------------------------------------------------- | -------------------- | ------------ | -------- | ---- |
| Harsefelder Straße 18 53° 27′ 51″ N, 9° 28′ 30″ O | Schulhaus            |              | 30902314 | BW   |
| Harsefelder Straße 18 53° 27′ 51″ N, 9° 28′ 30″ O | Fachwerknebengebäude |              | 30902337 | BW   |

### Einzelbaudenkmale
| Lage                                              | Bezeichnung               | Beschreibung | ID       | Bild |
| ------------------------------------------------- | ------------------------- | --- | -------- | ---- |
| Walkmühle 53° 27′ 31″ N, 9° 28′ 0″ O              | Wassermühle               | Die Walkmühle Ohrensen ist eine Walkmühle am Tiefenbach bei Ohrensen, erstmals erwähnt 1633, wurde früher zum Walken von Stoffen genutzt und dient seit der Nachkriegszeit als Jugendeinrichtung; sie ist eine der letzten Walkmühlen in Niedersachsen | 30902415 |      |
| Hauptstraße 22 53° 28′ 6″ N, 9° 28′ 27″ O         | Wohn-/ Wirtschaftsgebäude | Traufständiger Zweiständerbau in Fachwerk mit Backsteinausfachung unter reetgedecktem Walmdach. Errichtet 1852 (i). | 30902396 | BW   |
| Harsefelder Straße 23 53° 27′ 43″ N, 9° 30′ 10″ O | Wohnhaus                  | Unterkellerter eingeschossiger Backsteinbau unter ziegelgedecktem Satteldach; in der Südostfassade übergiebelter zweigeschossiger Mittelrisalit. Rundbogige Fensteröffnungen, Backsteingliederungen in Ziersteinen. Erbaut um 1900.                    | 30902295 | BW   |

## Frankenmoor

### Einzelbaudenkmale
| Lage                                      | Bezeichnung               | Beschreibung | ID       | Bild |
| ----------------------------------------- | ------------------------- | --- | -------- | ---- |
| Königsdamm 13 53° 29′ 2″ N, 9° 25′ 52″ O  | Wohn-/ Wirtschaftsgebäude | Zweiständerbau in Fachwerk mit Backsteinausfachung, unter Reetdach mit Halbwalm. Errichtet 1888 (i). Heute komplett als Wohnhaus genutzt, Grotdör verglast.                     | 30902240 | BW   |
| Königsdamm 18 53° 28′ 49″ N, 9° 25′ 29″ O | Wohn-/ Wirtschaftsgebäude | Zweiständerhaus in Fachwerk mit Backsteinausfachung, unter reetgedecktem Walmdach. Hauptständer des Hofgiebels mit Innenkopfband und Außenstrebe. Errichtet im 19. Jahrhundert. | 30902259 | BW   |